# Brasema lacinia
Brasema lacinia är en stekelart som beskrevs av Gibson 1995. Brasema lacinia ingår i släktet Brasema och familjen hoppglanssteklar.
Artens utbredningsområde är Costa Rica. Inga underarter finns listade.